# Mario Loch
Mario Loch (* 30. Dezember 1969 in Räckelwitz) ist ein ehemaliger deutscher Boxer im Fliegengewicht.

## Werdegang
Loch begann im Alter von neun Jahren in Bischofswerda mit dem Boxsport und wechselte später zum DDR-Oberligisten SG Wismut Gera. Trainiert wurde er von Rudi Rochel, Uwe Korm, Gerhard Mey und Hans-Jürgen Witte. Er gewann 1987 die Kinder- und Jugendspartakiade, wurde im selben Jahr mit einem Finalsieg gegen Jochen Födisch auch noch DDR-Meister der Erwachsenen im Halbfliegengewicht und gewann Silber beim Berliner TSC-Turnier.
1988 unterlag er im Finale der DDR-Meisterschaft knapp mit 2:3 gegen Rico Kubat und wurde Vizemeister, zudem gewann er Silber beim Intercup in Karlsruhe, wobei ihm auch ein Sieg gegen Róbert Isaszegi (Olympiabronze 1988) gelungen war.
Nach der deutschen Wiedervereinigung im Jahre 1990 wechselte Mario Loch nicht wie die meisten der DDR-Spitzenboxer zu einem Verein in der ehemaligen Bundesrepublik, sondern verblieb in Gera und schloss sich dem neu gegründeten Verein SSV Gera 1990 an. 1991 wurde er nach einer Finalniederlage gegen Jan Quast Deutscher Vizemeister im Fliegengewicht und gewann den Intercup in Schriesheim, wobei er Isidro Vicera (Olympiateilnehmer 1992) und Julijan Strogow (WM-Bronze 1991, EM-Silber 1996) besiegte. Sein größter Erfolg war der Gewinn der Silbermedaille im Fliegengewicht bei der Europameisterschaft 1991 in Göteborg. Er hatte dabei die drei späteren Olympiateilnehmer von 1992, Jesper Jensen, Rowan Williams und Valentin Barbu besiegt, ehe er im Finale gegen István Kovács (u. a. WM-Gold 1991 und 1997, Olympiabronze 1992, Olympiagold 1996) unterlegen war.
1992 unterlag er in einem Länderkampf gegen die USA gegen Tim Austin (Olympiabronze 1992), gewann jedoch mit einem finalen Sieg gegen Rico Kubat den Chemiepokal in Halle (Saale) und wurde daraufhin für die Olympischen Spiele 1992 in Barcelona nominiert. Bei Olympia schlug er in der Vorrunde den Thailänder Vichai Rachanon (Olympiabronze 1996), ehe er im Achtelfinale gegen den Venezolaner David Serradas (Panamerika-Silber 1991) ausschied.
Im Oktober 1992 wurde er dann noch mit einem Finalsieg gegen Myrko Schade Deutscher Meister im Fliegengewicht.

## Sonstiges
Loch wurde als Sohn eines Maurers und einer Näherin in Sachsen geboren. Seine Eltern zogen später nach Aschaffenburg. Er ist gelernter Baufacharbeiter und arbeitete sechs Jahre auf dem Bau, danach sieben Jahre als Barkeeper in Deutschland, Österreich und der Schweiz (Stand: 2006).